# ELENA-Verfahren

Logo des elektronischen Entgeltnachweis-Verfahrens

Mit dem ELENA-Verfahren (elektronisches Entgeltnachweis-Verfahren, auch elektronischer Einkommensnachweis; ursprünglicher Begriff JobCard) sollte in Deutschland ursprünglich ab 2012 der Einkommensnachweis elektronisch mithilfe einer Chipkarte und elektronischer Signatur erbracht werden. Das Fachverfahren umfasste die zentrale Speicherung von Arbeitnehmerdaten und die Nutzung dieser Daten durch die Agenturen für Arbeit und weitere Stellen. Für Abfragen nach dem ELENA-Verfahren sollte jede beliebige, nach einheitlichem Standard (eCard-API) funktionierende Signaturkarte mit Chip (EC-/Maestro-Card, Elektronische Gesundheitskarte, neuer Personalausweis etc.) verwendet werden können. Die Identifizierung erfolgte durch das Signatur-Zertifikat.
Nachdem die Einführung zunächst auf 2014 verschoben werden sollte, einigten sich das Bundesministerium für Wirtschaft und Energie und das Bundesministerium für Arbeit und Soziales im Juli 2011 darauf, den Elektronischen Entgeltnachweis „schnellstmöglich einzustellen“, da sich die aus Datenschutzgründen erforderlichen Signaturkarten nicht schnell genug verbreiten würden. Die Änderungen des ELENA-Verfahrensgesetzes wurden am 3. Dezember 2011 durch Gesetz rückgängig gemacht.
Die Meldung von Daten durch die Arbeitgeber erfolgte seit dem 1. Januar 2010.
Das ELENA-Verfahren hat entgegen anderslautender Pressemitteilungen keine Verbindung zur Einführung der elektronischen Lohnsteuerkarte.

## Entstehung
Die JobCard war Teil des Aktionsprogramms Informationsgesellschaft Deutschland 2006 der rot-grünen Bundesregierung unter Gerhard Schröder. Das ELENA-Konzept geht auf einen Vorschlag der sogenannten Hartz-Kommission und auf Forderungen von Arbeitgeberverbänden zurück. Danach sollen Arbeitnehmerdaten, die für Entscheidungen über Ansprüche auf Arbeitslosengeld und andere Leistungen benötigt werden – darunter Beschäftigungszeiten und Höhe des Entgelts – künftig befristet bei einer zentralen Stelle gespeichert werden. Die „Abrufenden Stellen“ (vorerst Agenturen für Arbeit, Wohn- und Elterngeldstellen) könnten bei Bedarf auf diese Daten zugreifen – ohne Anfrage beim jeweiligen Arbeitgeber. Zudem müssten Arbeitgeber Bescheinigungen nicht mehr archivieren, und die bislang bei der Datenübermittlung und -verarbeitung entstehenden Medienbrüche würden vermieden.
Um Missbräuche der zentral gespeicherten Daten zu verhindern, sollte der Zugriff eine auf elektronischem Weg erklärte Zustimmung des betroffenen Arbeitnehmers – des „Teilnehmers“ – erfordern. Die Zustimmungserklärung sollte elektronisch signiert werden. Für diese elektronische Unterschrift sollte ein Zertifikat zur Erstellung von elektronischen Signaturen auf einer Signaturkarte hinterlegt werden. Dieses Zertifikat wäre zusammen mit dem Zertifikat der Abrufenden Stelle der Schlüssel zu den gespeicherten Arbeitnehmerdaten gewesen.

## Anwender
Das Verfahren sollte den Zugang zu staatlichen Leistungen regeln, für die Einkommens- und andere Beschäftigungsnachweise des Arbeitgebers notwendig sind, wie etwa die Arbeitsbescheinigung gemäß § 312 SGB III. Dies betraf rund 40 Millionen Arbeitnehmer. Auf der anderen Seite sollten als Abrufende Stellen, z. B. die Agentur für Arbeit auf die Daten zugreifen können. Die Behördenmitarbeiter sollten nur die für die Bearbeitung des Leistungsantrags erforderlichen Daten abrufen – nachdem der Betroffene (Teilnehmer) sein Einverständnis zum Datenabruf für die jeweilige Behörde erklärte.

## ELENA-Verfahren

### Verfahren

ELENA-Verfahren

Das ELENA-Verfahren sollte wie folgt ablaufen:
- Bei der Beantragung von Sozialleistungen fordert die bearbeitende Behörde (Abrufende Stelle) den Arbeitnehmer (Teilnehmer) auf, sich eine Signaturkarte zu besorgen, wenn er keine solche besitzt.
- Der Teilnehmer beantragt bei einem Zertifizierungsdiensteanbieter (Trustcenter) eine Signaturkarte mit qualifizierter elektronischer Signatur, die den Spezifikationen des vom Bundesamt für Sicherheit in der Informationstechnik erschaffenen eCard-API-Frameworks entspricht.
- Der Teilnehmer meldet die Signaturkarte bei der Registratur Fachverfahren, einer zentralen öffentlich-rechtlichen Stelle, an. Dies kann bei der Registratur Fachverfahren oder über eine Anmeldestelle (z. B. die Agenturen für Arbeit) erfolgen.
- Die Registratur Fachverfahren verknüpft die Identifikationsnummer (ID) des Zertifikates der für das ELENA-Verfahren angemeldeten Chipkarte mit der Rentenversicherungsnummer des Teilnehmers. (Dieses Verfahren ist erforderlich, weil die Arbeitnehmerdaten bei der ZSS (s. u.) aus rechtlichen Gründen nicht unter der Rentenversicherungsnummer gespeichert werden dürfen, daher ist ein neues Speicherkriterium erforderlich.)
- Der Arbeitgeber übermittelt monatlich bestimmte Daten seiner Arbeitnehmer an die Zentrale Speicherstelle (ZSS) in elektronischer Form nach dem KKS- oder dem eXTra-Standard. Die Daten sind im Multifunktionalen Verdienst-Datensatz (MVDS)[7] spezifiziert.
- Wird der Arbeitnehmer (Teilnehmer) arbeitslos oder will Wohn- oder Elterngeld beantragen, geht er mit seiner Signaturkarte zur zuständigen Abrufenden Stelle (Agentur für Arbeit, Wohn-, Elterngeldstelle). Sie fordert die für die Beantragung der Sozialleistung benötigten Arbeitnehmerdaten bei der Zentralen Speicherstelle (ZSS) an. Die Chipkarte des Arbeitslosen und die Chipkarte des Mitarbeiters der Abrufenden Stelle dienen der Legitimation der Beteiligten.
- Hat die Zentrale Speicherstelle (ZSS) alle Informationen der Abrufenden Stelle überprüft (berechtigte Stelle, berechtigter Sachbearbeiter, Einverständnis des Teilnehmers), übermittelt sie die angeforderten Arbeitnehmerdaten an die Abrufende Stelle.
- Die Abrufende Stelle verarbeitet die Daten, indem sie beispielsweise anhand der Entgelthöhe die Höhe des Arbeitslosengelds berechnet.

### Karte
Für das ELENA-Verfahren sollte jede Signaturkarte geeignet sein, die qualifizierte Signaturen im Sinne des Signaturgesetzes erstellen kann. Eine laufend aktualisiert Liste zertifizierter Anbieter von Signaturkarten und geeigneter Kartenlesegeräte findet sich auf der Website der Bundesnetzagentur.
Solche Signaturkarten werden derzeit unter anderem von folgenden Unternehmen angeboten:
- Sparkassen-Finanzgruppe (S-TRUST-Signaturkarte)
- Bundesdruckerei (D-TRUST-Signaturkarte)
- Deutsche Telekom/TeleSec (T-TeleSec Smart Card)
- DATEV (e:secure-Card)
- Deutsche Post AG (SIGNTRUST-CARD)

Als weitere mögliche Träger für Zertifikate zur Erstellung elektronischer Signaturen sollten der neue elektronische Personalausweis (nPA, früher ePA genannt) und die elektronische Gesundheitskarte (eGK) dienen. Der Deutsche Bundestag beschloss am 18. Dezember 2008, den neuen (elektronischen) Personalausweis einzuführen. Dieser wurde zum 1. November 2010 eingeführt.
Im ELENA-Verfahren sollten die Arbeitnehmerdaten bei einer zentralen Stelle gespeichert werden – nicht auf der für das ELENA-Verfahren angemeldete Chipkarte. Diese sollte nur den Namen des Arbeitnehmers und die Kartenidentifikationsnummer speichern.

### Nutzen
Vom ELENA-Verfahren erhofften Politiker und Arbeitgeber-Vertreter im Jahre 2002 auf Arbeitgeberseite ein Rationalisierungspotenzial mit rund 100.000 Personentagen im Bereich der Personalverwaltung, woraus Einsparungen von geschätzten 500 Millionen Euro pro Jahr resultieren sollten.
Für die im Juni 2008 vorgesehenen sechs Anwendungen bezifferte der Nationale Normenkontrollrates ein Einsparungspotenzial von 85,6 Mio. Euro jährlich. Für die ersten drei Bescheinigungen in bisheriger Form wurden nach dem sogenannten Standard-Kosten-Modell jährliche Gesamtkosten der Wirtschaft von 106,88 Mio. Euro ermittelt. Die weiteren drei Bescheinigungen wurden auf der Grundlage einer Studie des Bonner Instituts für Mittelstandsforschung (IfM) mit einem pauschalen Ansatz von je 5 Mio. Euro im Jahr berücksichtigt; zusammen ergeben sich so ca. 122 Mio. Euro jährliche Kosten für die Wirtschaft, die das ELENA-Verfahren einsparen sollte.
Der erhofften Einsparung standen nach dem Gutachten des Normenkontrollrats 36,4 Mio. Euro als jährliche Kosten des ELENA-Verfahrens für die Wirtschaft gegenüber. Hieraus ergibt sich für die Unternehmen eine Gesamtentlastung durch das ELENA-Verfahren von rund 85,6 Mio. Euro pro Jahr in der Einführungsphase. Die Erweiterung um weitere Bescheinigungen und Nachweise sollte eine weitere Entlastung von rund 5 Mio. Euro im Jahr mit sich bringen.
Arbeitnehmern hätte das ELENA-Verfahren keinen finanziellen Vorteil geboten. Die beschleunigte Datenübermittlung sollte dazu führen, dass Arbeitnehmer schneller ihnen zustehende Leistungen erhalten. 

### Indirekte Ziele
Mit dem ELENA-Verfahren wollte die Bundesregierung die Nutzung digitaler Signaturen („qualifizierte elektronische Signaturen“, die auf Zertifikaten auf Chipkarten basieren) fördern. Sofern knapp die Hälfte der deutschen Bevölkerung mit Signaturkarten und qualifizierten Zertifikaten ausgestattet sei, könne man damit rechnen, dass dies den Handel im Internet antreibe und sich somit fördernd für die Wirtschaft allgemein auswirke.
Die rechtlichen Rahmenbedingungen für digitale Signaturen wurden erstmals 1997 mit dem Signaturgesetz geschaffen. Der Einsatz von Signaturkarten blieb bis 2008 aus zahlreichen Gründen weit hinter den Erwartungen zurück. Immer wieder forderten Anbieter von Signaturkarten (auch Töchter ehemaliger Staatsbetriebe wie Telekom, Post und Bundesdruckerei) den Staat auf, für obligatorische Anwendungen zu sorgen.
Sofern mit ELENA Zertifikate zur Erstellung digitaler Signaturen in die Breite der Bevölkerung kommen sollten, könnten beispielsweise beim Online-Banking die vorherrschenden PIN/TAN-Verfahren durch elektronische Signaturen abgelöst werden. Dies würde jedoch auch eine Verbreitung von Chipkarten-Lesegeräten voraussetzen.

### Einsatzgebiete
Das ELENA-Verfahren sollte mit Bescheinigungen für Arbeitslosengeld, Wohngeld und Elterngeld starten. Weitere Aufgaben der Agenturen für Arbeit, der kommunalen Verfahren bis hin zu zivilrechtlichen Verfahren (z. B. Prozesskostenhilfe) sollten später folgen. Betroffen wären alle sozialversicherungspflichtigen Arbeitnehmer und Beamte gewesen.
Deutsche Bauverbände und der IG BAU forderten, die Methodiken des ELENA-Verfahrens in der Baubranche zu übernehmen. Auf die bei der ELENA-ZSS gespeicherten Daten sollten allerdings andere Sozialversicherungsträger sowie die Hauptzollämter und Sozialkassen der Bauwirtschaft nicht zugreifen. Die Bauverbände erhofften von einem ELENA-ähnlichen Verfahren eine effizientere Bekämpfung der Schwarzarbeit. Das Bundesministerium für Wirtschaft und Arbeit bestätigte in der Gemeinsamen Erklärung zur Bauwirtschaft vom 8. Juli 2004, dass diese Forderungen organisatorisch und technisch umsetzbar sind.

### Teilnahmepflicht
Da eine effiziente Umstellung von Papier- auf elektronische Datenübermittlung auf Seiten der Abrufenden Stellen erfordert, dass die Teilnahme am Verfahren verpflichtend für alle potenziellen Antragsteller ist, bestand eine gesetzliche Pflicht zur Teilnahme am ELENA-Verfahren.

### Kosten
Für die Infrastruktur standen samt Anschubfinanzierung 55 Millionen Euro zur Verfügung.
Da das ELENA-Verfahren mit vorhandenen Signaturkarten funktionieren sollte, wurden ihm nur die Kosten für das Zertifikat zugerechnet. Die Kosten für das Verfahren selbst (Zertifikat zum Erstellen von Signaturen) sollten Teilnehmern erstattet werden, sofern das Zertifikat nach Aufforderung einer Abrufenden Stelle erworben wurde. Das BMWi teilte am 25. Juni 2008 dazu mit: „Die Kosten des qualifizierten Zertifikates liegen nach Aussage der Wirtschaft zukünftig bei rund 10 Euro für 3 Jahre. Auf Antrag werden den Bürgern die Kosten für das Zertifikat erstattet, so dass sichergestellt ist, dass jeder seinen Anspruch auf eine Sozialleistung verwirklichen kann.“ Voraussetzung für die Erstattung sei das Nutzen einer Sozialleistung.

## Rechtliche Rahmenbedingungen
Am 6. März 2009 stimmte der Bundesrat dem Gesetzentwurf zum ELENA-Verfahren zu.
Seit 2006 dürfen Arbeitgeber Meldungen zur Sozialversicherung nur auf maschinell verwertbaren Datenträgern (beispielsweise Magnetbändern oder CD-ROMs) oder durch Datenfernübertragung erstellen. Meldungen in Papierform sind nur in Ausnahmefällen erlaubt. Dazu wurden § 28a Absatz 1 und § 28b Absatz 2 des SGB IV neu formuliert.
Die technische Infrastruktur, die eine Datenübertragung in elektronischer Form an die Einzugsstellen ermöglicht, kann für die ELENA-Meldungen an die Zentrale Speicherstelle (ZSS) genutzt werden.

## Geschichte

### 2002
Am 16. August 2002 legte die von der Bundesregierung eingesetzte und nach ihrem Vorsitzenden Peter Hartz benannte Kommission Moderne Dienstleistungen am Arbeitsmarkt ihren Bericht zum Abbau der Arbeitslosigkeit und zur Umstrukturierung der Bundesanstalt für Arbeit vor. Sie empfahl unter anderem, „eine Versicherungskarte als Signatur- oder Schlüsselkarte“ zu entwickeln, „die für den Abruf von Verdienstbescheinigungen und Arbeitsbescheinigungen durch die jeweils zuständige Stelle nach Ermächtigung durch den Antragsteller zur Verfügung steht“. Die Bundesregierung stimmte diesem und anderen Vorschlägen der Hartz-Kommission am 21. August 2002 zu und beschloss, eine „JobCard“ als Signaturkarte sowie das ELENA-Verfahren einzuführen.
Die Frage der technischen Realisierbarkeit des ELENA-Verfahrens sollte ein Pilotprojekt klären. Dazu erteilte das federführende Bundesministerium für Wirtschaft und Arbeit im Herbst 2002 einen Auftrag an die Spitzenverbände der Gesetzlichen Krankenkassen und deren IT-Dienstleister Informationstechnische Servicestelle der gesetzlichen Krankenversicherung (ITSG). Das Pilotprojekt startete am 21. November 2002.

### 2003
Der Bundesbeauftragte für den Datenschutz betonte am 7. Mai 2003 im 19. Tätigkeitsbericht, dass das geplante JobCard-Verfahren und die mit ihm verbundene Datenspeicherung auf Vorrat noch datenschutzrechtlich geprüft werden müssten.
Am 31. Juli 2003 legte die ITSG ihr Konzept zum ELENA-Verfahren vor. Das Verfahren wurde ab September 2003 mit fiktiven Daten erprobt. Beteiligt waren mehreren Agenturen für Arbeit sowie Unternehmen wie Volkswagen und die Deutsche Lufthansa.

### 2004
Im Mai 2004 meldete die Frankfurter Allgemeine Zeitung, dass die Bundesregierung die Einführung nicht mehr 2006, sondern 2007 anstrebe. Auch sollten zunächst nur Arbeitslose und Arbeitnehmer im öffentlichen Dienst mit den Signaturkarte ausgestattet werden.
Der Bundes- und die Landesdatenschutzbeauftragten entschieden am 28. Oktober 2004, untersuchen zu lassen, ob und wie die Arbeitnehmerdaten durch eine Ende-zu-Ende-Verschlüsselung vor unbefugtem Zugriff zu schützen sind.

### 2008
Die digitale Signatur sollte nach Ankündigung des BMWi vom 25. Juni 2008 zunächst für sechs Bescheinigungen gelten: Bundeselterngeld, Arbeitsbescheinigung nach Ende des Arbeitsverhältnisses, Nebeneinkommensbescheinigung, Bescheinigung über geringfügige Beschäftigung, Bescheinigung nach dem Wohnraumförderungsgesetz, Fehlbelegungsabgabe – etwa neun Millionen Vorgänge pro Jahr könnten damit vereinfacht werden. Das System sollte auf 45 weitere Bereiche ausgeweitet werden, darunter das Kindergeld und das Arbeitslosengeld II. Jede Maßnahme sollte die Wirtschaft um circa fünf Millionen Euro entlasten. Die Systemkosten sollten nicht höher sein als die bisherigen Verwaltungskosten.
Die erforderlichen Daten sollten vom Arbeitgeber automatisch an die Zentrale Speicherstelle (ZSS) bei der Datenstelle der Träger der Rentenversicherung übermittelt werden.

### 2010
Medien berichteten, dass Bundeswirtschaftsminister Rainer Brüderle überlege, ELENA auszusetzen. Mit Hinweis auf die Belastung der öffentlichen Haushalte und Zweifel daran, ob durch die Einführung der Mittelstand wirklich entlastet werde, müsse ein Moratorium erwogen werden. Ein erneutes Gutachten des Normenkontrollrats ergab ein Einsparpotential von 8,2 Mio. €.

### 2011
Am 18. Juli 2011 kündigte das Bundeswirtschaftsministerium die schnellstmögliche Einstellung an aufgrund der fehlenden Verbreitung elektronischer Signaturen, welche datenschutzrechtlich benötigt werden. Zudem sollten die erhobenen Daten schnellstmöglich gelöscht werden. Mit Wirkung zum 3. Dezember 2011 wurde das ELENA-Verfahren eingestellt. 
Das Gesetz wurde am 2. Dezember im Bundesgesetzblatt verkündet und trat zum 3. Dezember 2011 in Kraft.
Am 6. Dezember 2011 wurden die kryptografischen Schlüssel zur Dekodierung gespeicherter Daten zerstört.

### 2012
Die bereits gemeldeten rund 700 Millionen Datensätze wurden im April 2012 physikalisch gelöscht.

### 2014
Die Bundesagentur für Arbeit führte 2014 das weniger umfangreiche Nachfolgesystem „Bescheinigungen von Arbeitgebern elektronisch annehmen“ (BEA) ein. Ebenfalls wurde der Abschlussbericht für das „Optimierte Meldeverfahren in der sozialen Sicherung“ (OMS) vorgelegt.

### 2015
Im Januar 2015 wurde der Abschlussbericht des Folgeprojektes von OMS vorgestellt.

## Kritik
Das ELENA-Verfahren wurde von verschiedenen Datenschützern kritisiert. Die millionenfache Sammlung von Arbeitnehmerdaten bei der Zentralen Speicherstelle (ZSS) sei eine unzulässige Datenspeicherung auf Vorrat, ohne dass absehbar sei, ob die Daten jemals benötigt werden.
Außerdem würden Arbeitgeber in der Einführungsphase doppelt belastet, da vorerst trotz ELENA-Verfahren noch alle Bescheinigungen zusätzlich erstellt werden müssen.
Kritisiert wurde ferner, dass ursprünglich jeder Streikende erfasst worden wäre, egal ob bei offiziellen oder „wilden“ Streiks (wie beim Opel-Streik). Erfasst würde auch, wer vom Arbeitgeber „ausgesperrt“ wurde. Das Bundesministerium für Arbeit teilte am 5. Januar 2010 dazu mit, dass Streikzeiten nicht mehr als solche zu erfassen seien. Auch sollten durch den ELENA-Beirat im Januar 2010 nochmals alle zu erhebenden Daten auf ihre zwingende Notwendigkeit hin überprüft werden. Zudem solle im Jahr 2010 Arbeitnehmervertretern ein gesetzlich verbrieftes Anhörungsrecht eingeräumt werden, wenn über den Inhalt der zu erhebenden Daten entschieden wird.
Die Arbeitgeber sollten monatlich einen Entgeltdatensatz erstellen. Arbeitnehmer hätten – im Vergleich zum Arbeitszeugnis- darauf keinen Einfluss, würden jedoch über den Versand des Datensatzes informiert und hätten nach § 103 SGB IV das Recht, über sich gespeicherte Daten einzusehen.
Der Datensatz sollte Name, Geburtsdatum, Versicherungsnummer, Adresse etc. umfassen wie auch Fehlzeiten, Abmahnungen und mögliches „Fehlverhalten“, da diese Angaben für Entscheidungen über eventuelle Sperrzeiten nötig wären. Gemäß § 99 Abs. 4 SGB IV haben nur die in das Verfahren integrierten abrufenden Stellen Zugriff auf die Daten. Zugriffe von Arbeitgebern oder Finanzbehörden sowie die Beschlagnahme der Daten durch eine Staatsanwaltschaft wären ausgeschlossen.
Einige der Informationen erfragen Arbeitsagenturen in der Bescheinigung zum Arbeitslosengeld auch ohne ELENA-Verfahren, hierbei ändere ELENA lediglich den Transportweg und die Speicherung der Daten.
Ein gewichtiger Kritikpunkte war, dass Ängste bestehen, wer künftig auf die gespeicherten Daten zugreifen kann. Szenarien, dass bei einer Bewerbung die ELENA-Karte vorgelegt werden könnte, schürten diese Angst, obwohl im ELENA-Verfahrensgesetz definiert war, dass die Daten nur für die im Gesetz genannten Anwendungsbereiche verwendet werden dürfen und eine Übermittlung, Nutzung oder Beschlagnahme unzulässig sei. Trotzdem wurden zwei Online-Petitionen gegen ELENA beim Deutschen Bundestag initiiert. Die Anzahl der Mitzeichner (27562 bzw. 5901) verpflichtete den Petitionsausschuss nicht, sich öffentlich damit auseinanderzusetzen.

### Verfassungsbeschwerde
Nachdem das Urteil zur Vorratsdatenspeicherung verkündet wurde, an dessen Klage sich über 34.000 Betroffene beteiligt hatten, initiierten der Arbeitskreis Vorratsdatenspeicherung und der FoeBuD auch gegen das ELENA-Verfahren eine Massenklage.
Am 31. März 2010 wurden 22.005 Vollmachten nach Karlsruhe transportiert und als Sammelbeschwerde beim Bundesverfassungsgericht eingereicht.
Mit der Beschwerde wird beantragt,
die §§ § 97 und § 98 des Vierten Buches Sozialgesetzbuch in der Fassung des Gesetzes über das Verfahren des elektronischen Entgeltnachweises (ELENA-Verfahrensgesetz) vom 28. März 2009, BGBl. I Nr. 17, ausgegeben am 1. April 2009, für unvereinbar mit Art. 2 Abs. 1 i. V. m. Art. 1 Abs. 1 und Art. 4 Abs. 1 in Verbindung mit Art. 140 des Grundgesetzes in Verbindung mit Artikel 136 Abs. 3 Weimarer Rechtsverfassung zu erklären.
Am 14. September 2010 lehnte das Bundesverfassungsgericht einen Antrag auf einstweilige Anordnung gegen das ELENA-Verfahren ab.